# 여수고등학교
여수고등학교(麗水高等學校)는 대한민국 전라남도 여수시 수정동에 있는 공립 고등학교이다.

## 학교 연혁
- 1945년 10월 19일 : 6년제 여수중학교 설립 인가
- 1946년 3월 10일 : 개교
- 1950년 9월 15일 : 초대 교장 강요한 선생 취임
- 1951년 8월 30일 : 학제 변경으로 여수고등학교로 개편
- 1971년 1월 25일 : 병설 여수동중학교 폐교
- 1978년 10월 11일 : 완성학급 36학급 인가
- 1980년 8월 30일 : 체육관 520편 준공, 개관
- 1991년 12월 30일 : 본관 27개 교실 개축
- 1996년 1월 30일 : 장대도서관 준공
- 1996년 4월 15일 : 우정학사 준공
- 2012년 3월 1일 : 자율형공립고 운영(2012-2016학년도)
- 2017년 3월 1일 : 자율형공립고 재지정.운영(2017~2021학년도)
- 2025년 2월 6일 : 제74회 185명 졸업(총 27,656명)
- 2025년 3월 1일 : 제33대 김연경 교장 부임
- 2025년 3월 4일 : 제77회 신입생 입학식(170명)

## 참고 자료
- 여수고등학교 - 한국교육학술정보원 학교알리미